# Salvatore Giunta (militare)
Salvatore Giunta (Iowa, 21 gennaio 1985) è un militare statunitense.
Giunta è un militare dell'esercito degli Stati Uniti d'America di origini italiane, primo soldato in vita ad aver ricevuto la Medaglia d'onore dalla fine della Guerra del Vietnam, decorato per le sue azioni nella guerra in Afghanistan nel 2007.